# Сома Ломбардо
Сома Ломбардо (итал. Somma Lombardo) је насеље у Италији у округу Варезе, региону Ломбардија.
Према процени из 2011. у насељу је живело 14851 становника. Насеље се налази на надморској висини од 283 м.

## Становништво
Према резултатима пописа становништва 2011. у општини је живело 16.905 становника.
| 1931. | 1936. | 1951.  | 1961.  | 1971.  | 1981.  | 1991.  | 2001.  | 2011.  |
| ----- | ----- | ------ | ------ | ------ | ------ | ------ | ------ | ------ |
| 8.611 | 8.443 | 10.432 | 13.296 | 16.023 | 16.913 | 16.379 | 16.247 | 16.905 |

## Партнерски градови
- Ла Валет ди Вар